# 聖奧古斯汀教堂 (華沙)
聖奧古斯汀教堂（Church of St Augustine）是波蘭首都華沙沃拉區的一座羅馬天主教的教堂，外觀為新羅曼式建築。這座教堂於1891年開始興建，設計者是Edward Cichocki和Józef Huss。在第二次世界大戰期間，教堂被迫關閉。第二次世紀大戰之後，這座教堂是華沙隔都之內少數倖存的建築。戰後教堂進行了修復。